# Stara Synagoga w Wielowsi
Stara Synagoga w Wielowsi – pierwsza drewniana synagoga znajdująca się w Wielowsi, przy dzisiejszej ulicy Gminnej.
Synagoga została zbudowana w drugiej połowie XVII wieku z inicjatywy Jonatana Blocha, który założył tutejszą gminę żydowską oraz cmentarz. Została ona najprawdopodobniej rozebrana bądź zniszczona kilka lat przed 1763 rokiem. W latach 1763–1771 na jej miejscu wybudowano nową, murowaną synagogę.